# Michael Degiorgio
Michael Degiorgio (Pietà, 15 novembre 1962) è un allenatore di calcio ed ex calciatore maltese, di ruolo difensore.
Nel 2025, in occasione di una votazione tenutasi per i 125 anni della Federazione calcistica di Malta, è stato inserito nella migliore formazione di tutti i tempi della nazionale maltese.

## Palmarès

### Individuale
- Malta's best XI of all time (2025)